# Ummidia nidulans
Espèce
Synonymes
- Aranea nidulans Fabricius, 1787
- Cteniza venatoria C. L. Koch, 1838

Ummidia nidulans est une espèce d'araignées mygalomorphes de la famille des Halonoproctidae.

## Distribution
Cette espèce est endémique de Jamaïque.

## Description
La carapace de la femelle néotype mesure 13,48 mm de long sur 12,72 mm.

## Systématique et taxinomie
Cette espèce a été décrite sous le protonyme Aranea nidulans par Fabricius en 1787. Elle est placée dans le genre Mygale par Latreille en 1804, dans le genre Cteniza par Sells en 1837, dans le genre Actinopus par Westwood en 1840, dans le genre Pachylomerus par Ausserer en 1871, dans le genre Pachylomerides par Strand en 1934 puis dans le genre Ummidia par Roewer en 1955.

## Publication originale
- Fabricius, 1787 : Mantissa insectorum sistens eorum species nuper detectas adiectis characteribus genericis, differentiis specificis, emendationibus, observationibus. Hafniae, vol. 1, p. 1-348.